# Virgularia reinwardti
Virgularia reinwardti is een Pennatulaceasoort uit de familie van de Virgulariidae. De wetenschappelijke naam van de soort is voor het eerst geldig gepubliceerd in 1858 door Herklots.